# Hillerød
Hillerød é um município da Dinamarca, localizado na região oriental, no condado de Frederiksborg.
O município tem uma área de 133 km² e uma  população de 37 176 habitantes, segundo o censo de 2003.
Como atração turística destaca-se o Palácio de Frederiksborg.